# 1965 en Alberta
Chronologie de l'Alberta
- 1961
- 1962
- 1963
- 1964
- 1965
- 1966
- 1967
- 1968
- 1969

Cette page concerne des événements qui se sont produits durant l'année 1965 dans la province canadienne de l'Alberta.

## Politique
- Premier ministre :   Ernest Manning du Crédit social
- Chef de l'Opposition : Michael Maccagno
- Lieutenant-gouverneur :  John Percy Page.
- Législature :

## Naissances
- 3 janvier : William Robert Peters, dit Bill Peters, entraîneur canadien de hockey sur glace. Il a été entraîneur-chef des Flames de Calgary, des Hurricanes de la Caroline et de l'équipe canadienne masculine de hockey sur glace.
- 7 mars : Alison Redford, première ministre de l'Alberta.
- 22 mars : John Nick Kordic (né  à Edmonton – mort le 8 août 1992 à Québec dans la province de Québec) , joueur professionnel canadien de hockey sur glace qui évoluait au poste d'ailier[1].
- 6 avril : Gerald Mark Diduck (né à Edmonton), joueur professionnel canadien de hockey sur glace. Il évoluait au poste de défenseur[2].
- 6 mai : Bob Bassen (né à Calgary), joueur professionnel canadien de hockey sur glace. Il évoluait au poste de centre[3].
- 7 mai : Owen James Hart, né à Calgary et mort le 23 mai 1999 à Kansas City (Missouri, États-Unis), est un catcheur (lutteur professionnel) canadien. Il est principalement connu pour son travail à la World Wrestling Federation (aujourd'hui WWE).
- 9 juillet : Yvonne Carolin Visser, née à Millarville, biathlète canadienne.
- 26 juillet : Michael Rascher, né à Edmonton, rameur d'aviron canadien.
- 29 août : Dan Hodgson (né à Fort Vermilion), joueur professionnel de hockey sur glace canado-suisse qui évoluait au poste d'attaquant.